# 청각 장애
청각 장애(聽覺障礙, Hearing impairment and deafness)는 소리를 들을 수 있는 능력이 상당히 떨어져 있거나 전혀 들리지 않는 상태의 장애이다. 청각 장애는 한쪽 귀에서만 발생할 수도 있고 양쪽 귀 모두에서 발생할 수도 있다. 어린이에게 청각 문제는 언어를 배우는 능력에 영향을 미칠 수 있으며, 성인에게는 업무와 관련된 문제를 발생시킬 수 있다. 일부 나이가 많은 사람들에게 발생하는 청각 장애는 고독감을 느끼게 하기도 한다. 청각 장애는 일시적일 수도 있으나 영구적일 수도 있다. 청각 장애는 유전, 노화, 소음, 일부 감염, 출산 합병증, 귀의 외상, 특정 약물이나 독극물 등 다양한 원인에 의해 발생할 수 있다. 청각 장애의 가장 일반적인 증상은 이염이다. 임신 기간중 매독이나 풍진과 같은 일부 감염병 또한 청각 장애를 발생시킬 수 있다.
청력 시험에서 하나 이상의 귀가 25데시벨 이하의 소리를 들을 수 없을 때 청각 장애로 진단되며, 모든 신생아들에게 청력 시험이 권장되고 있다. 청각 장애에는 전음성 난청conductive hearing loss, 감각 신경성 난청sensorineural hearing loss, 혼합성 난청mixed hearing loss등이 있다. 미국 말하기 언어 듣기 협회ASHA에 따르면 청각장애는 "생리적 청각 시스템의 결손에 의한 청각 손실의 결과"이다. 청각 장애의 정도는 관점에 따라 여러 종류의 단계 구분이 있다. 교육의 입장에서는 소리를 전혀 들을 수 없거나 잔존 청력이 있다하더라도 소리만으로는 의사 소통이 불가능한 경우를 농(聾)이라 하고 보청기와 같은 기구의 도움으로 잔존 청력을 사용하여 의사소통이 가능한 경우를 난청(문화어: 가는귀먹기)이라 한다.

## 종류
청각은 귀와 청신경을 거쳐 전달되며 이 전달과정의 한 곳이라도 문제가 생기면 청각 결손이 일어난다. 청각 장애는 결손이 일어나는 위치에 따라서 외이와 중이의 장애로 인한 전음성 난청, 내이의 장애로 일어나는 감음성 난청, 청신경 손상에 의한 신경성 난청, 청각중추의 장애로 인한 중추성 난청 등으로 나뉜다. 둘 이상의 장애가 복합적으로 일어난 경우 혼합성 난청이라 한다.
- 전음성 난청(conductive hearing loss)
- 감각 신경성 난청(sensorineural hearing loss)
- 혼합성 난청(mixed hearing loss)
- 언어 습득 전 농(prelingual deafness)
- 언어 습득 후 농(post-lingual deafness)
- 편측성 난청(unilateral hearing loss)

## 원인

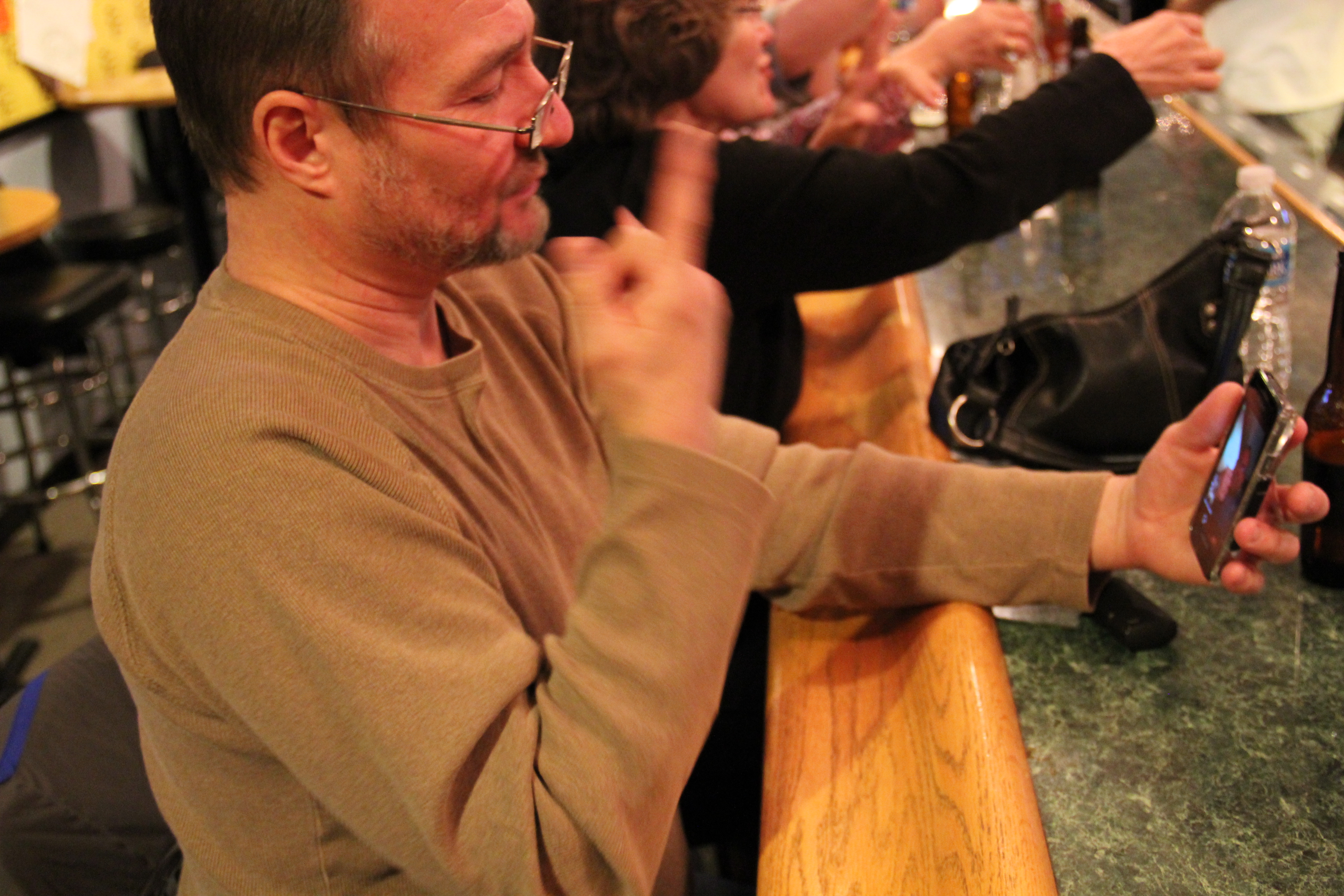
청각 장애인이 핸드폰 카메라를 통해 수화로 대화중이다.

유전, 모체의 풍진, 감염, 수혈자의 혈액형 불일치, 조산, 뇌막염 등이 아동기 이전에 발생하는 청각 장애의 주요 원인으로 알려져 있으며 성인기에는 교통사고등 사고에 의한 원인이 많다. 비유전적 원인은 예방접종과 치료를 통해 그 수가 줄고 있으나 교통사고나 산업재해와 같은 사고로 인한 청각 장애는 증가하는 추세이다.

### 노화
노인성 난청은 나이가 들어감에 따라 청각 능력이 점차 손실되는 현상을 뜻한다. 남성의 경우 25세부터, 여성의 경우 30세부터 청각 능력 손실이 일어날 수 있다. 유전적 원인 뿐만아니라 소음, 독극물이나 병원체에 노출됨에 따라서도 청력 손실이 시작되는 시기가 다양해 질 수 있다. 노인에게서 고혈압, 당뇨, 귀에 해로운 일부 약물의 사용은 청각 장애의 위험률을 증가시키는 일반적인 원인이다. 모든 사람들이 노화에 따라 청각을 잃어가지만 그 정도와 유형에서 차이가 나타난다.

### 소음
소음은 청각 장애의 발생의 절반을 차지하는 원인이며, 세계 전체인구의 5%에 다양한 청각적 문제를 일으킨다. 실제로 미국 국립 직업안전위생연구소는 대부분의 경우 청각 장애의 원인이 노화가 아니라 소음 때문이라고 인정하였다.
발포음, 폭죽, 제트 엔진, 착암기 등의 원인에 의해 짧은 시간이지만 매우 큰 소음에 노출되거나, 콘서트나 나이트클럽의 시끄러운 음악에 몇 시간 노출됨에 따라 주파수의 음을 듣는 능력의 민감도가 상실될 수 있다. 이러한 현상을 '일시적 청력변위'라고 하며 이때 나타나는 청각 장애는 일시적으로만 유지된다. 이러한 상황에서는 보통 24시간 이내에 청각이 회복되지만 길게는 일주일까지 소요될 수도 있다. 85 dB 이상에 지속적으로 노출되거나 120 dB 이상에 잠시 노출 될 경우 영구적인 청각 장애로 이어질 수도 있다.
소음성난청 환자의 경우 청력 역치가 3,000에서 6,000 Hz까지 상승한다. 소음에 의한 손상이 지속될 수록 더 낮은 주파수와 더 높은 주파수의 소리를 듣는 능력에도 손상이 가게 된다. 노화와 다른 원인에 의해서 고주파(청력도 상에서 6–8 kHz)에 대한 민감성이 손실되면 소음을 인지하기가 힘들어진다.
이에 따라 다양한 정부, 산업체, 표준화기구에서 소음 기준을 공표하고 있다. 미국 환경보호국은 70 dB의 소음에 24시간 노출되는 것을 기준으로 하여 이에 따라 초래되는 청각 장애, 수면 장애, 스트레스성 문제 등 소음에 연관된 다양한 문제로부터 보호해야 한다고 공표하였다. 일반적인 소음의 수준은 65~75 dB 범위이며 이는 공항이나 고속도로 근처에서 오랜 시간 노출되었을 때 청각 장애가 유발되는 환경이다.
큰 소리는 짧은 시간동안 손상을 초래할 수 있다. 소음에 비교적 안전한 노출 시간은 3 dB 교환 비율을 통해 추정 할 수 있다. 3 dB은 소리의 강도가 2배가 되는 것을 의미하기 때문에 소음에 노출되는 시간이 절반이 되었을 때 같은 에너지를 의미한다. 업무 현장에서의 소음 규제를 기준으로 할 때 "안전한" 노출 량은 85 dB에서는 8시간이지만 91 dB(A)에서는 2시간밖에 되지 않는다. 80 dB와 90 dB 사이에서는 다른 기준이 사용된다. 일부 사람들에게는 85 dB 이하의 작은 소리 조차도 위협이 될 수 있다. 일부 농약, 약물, 화학 치료, 솔벤트 등 또 다른 내이 신경 독성요소에 노출되는 경우에도 청각 장애 위험도가 크게 높아짐과 동시에 청력에 손상을 받을 수 있는데 이를 상승 상호작용이라고 한다. 소음에 의한 손상은 긴 시간동안 축적되기 때문에 업무 현장 뿐 아니라 레크리에이션 활동이나 자연에서 소음에 노출된 경우를 등 온갖 원인들에 의하여 손상을 입을 수 있다.
일부 국가 및 국제 기구와 기관에서는 4 dB 혹은 5 dB 교환비를 사용한다. 이 교환비를 이용해 안전한 소리의 범위를 산출 할 수는 있으나 커다란 소음에 의한 피해를 과소평가 하게 될 수 있다는 문제점이 있다. 예를 들어 100 dB(나이트클럽 음악의 소리)에서의 안전한 노출 시간을 계산하였을 때 3 dB 교환비에서는 15분이 산출되지만 5 dB 교환비에서는 1시간이 산출된다.

## 역학 및 문화
2013년 전 세계에서 11억명이 청력 장애를 겪고 있다. 전체 인구의 5% (3억6천만명에서 5억 3천8백만명)가 청각 장애를 겪고 있으며 1억 2천4백만명이 중등도에서 중증 청각 장애를겪고 있다. 중증도, 중증 청각 장애를 겪고 있는 사람들 중 1억 8백만명이 저 소득 국가 및중간 소득 국가에 살고 있다. 청각 장애 환자 중 6천5백만명은 유년기에 청각 장애가 발생했다. 수화를 사용하거나 농문화에 참여하고 있는 사람들은 자신들이 질병에 걸렸다기 보다는 남들과 다를 뿐이라고 생각한다. 농문화에 참여하고 있는 많은 사람들은 청각 장애의 치료 시도를 거부하고 있으며, 그 중 일부는 인공와우 이식술을 받는 것이 자신을 이 문화권에서 퇴출시키는 원인이 될 수 있을 것이라고 생각한다. 난청이라는 단어는 불가능하다는 것을 강조하는 의미로 통용되어 보통 부정적인 의미로 받아들여진다.

## 의사소통
청각 장애인의 의사소통에는 잔존 청력과 독순술에 의해 비장애인의 음성 언어를 이해하고 말로 표현하는 구화법과 자연 수화, 문법적 수화, 지화 등을 이용한 시각적 방법에 의한 의사소통이 있다. 이 밖에 글을 써서 의사소통을 하는 필담이 사용되기도 한다.

## 청각 장애 판정 기준

### 대한민국 장애인복지법
- 2급: 두 귀의 청력손실이 각각 90dB 이상
- 3급: 두 귀의 청력손실이 각각 80dB 이상
- 4급 1호: 두 귀의 청력손실이 각각 70dB 이상
- 4급 2호: 두 귀에 들리는 보통 말소리의 최대 명료도가 50% 이하인 사람
- 5급: 두 귀의 청력손실이 각각 60dB 이상인 사람. 심한 이명이 있으며 청력장애 정도가 6급인 경우 5급으로 한다
- 6급: 한 귀의 청력손실이 80dB 이상, 다른 귀의 청력손실이 40dB 이상인 사람. 심한 이명이 있으며 양측의 청력 손실이 각각 40-60dB 인 경우 6급 판정.

단, 한 쪽 귀가 완전 청력손실 상태인 경우에도 반대측 청력이 남아있는 경우는 청각장애인이 아니다.

## 같이 보기
- 농아
- 한국 수어
- 한국수어사전
- 한국수화언어법